# Rajella bathyphila
Rajella bathyphila es una especie de pez de la familia de los Rajidae en el orden de los Rajiformes.

## Morfología
Los machos pueden llegar a alcanzar los 90 cm de longitud total.

## Reproducción
Es ovíparo y las hembras ponen huevos envueltos en una cápsula córnea.

## Hábitat
Es un pez de mar y de aguas profundas que vive entre 600-2.172 m de profundidad.

## Distribución geográfica
Se encuentra en el Océano Atlántico: el Canadá, Groenlandia, Islandia, Irlanda, los Estados Unidos y el Sáhara Occidental .

## Observaciones
Es inofensivo para los humanos. 